# 1973년
1973년은 월요일로 시작하는 평년이다.

## 사건
- 1월 1일 - 덴마크, 아일랜드, 영국이 유럽 공동체에 가입.
- 1월 27일 - 미국, 남베트남, 베트콩 간 파리 평화조약의 조인.
- 2월 18일 - MBC에서 장학퀴즈가 첫방송을 시작하였다.
- 3월 30일 - 5월 8일로 지정된 어머니날 명칭을 어버이날로 개칭하다.
- 6월 23일 - 박정희 대통령, 6·23 평화통일 외교정책 선언 발표.
- 7월 10일 - 바하마 독립.
- 8월 8일 - 김대중 납치 사건 발발.
- 8월 24일 - 대한민국과 핀란드, 국교수립.
- 9월 11일 - 칠레에서 아우구스토 피노체트를 중심으로 군사 쿠데타가 일어나 살바도르 아옌데 정부가 무너지다.
- 9월 18일 - 제28차 유엔 총회, 동독, 서독, 바하마, 유엔 가입 승인(동서독은 동시 가입).
- 9월 23일 - 후안 페론이 군사쿠데타로 실각한 지 18년 만에 다시 아르헨티나의 대통령이 되다.
- 10월 10일
  - 대한민국 해병대, 대한민국 해군에 통합.
  - 스피로 애그뉴 미국 부통령 탈세 혐의로 사임하다.
- 12월 3일 - 1973년 석유 파동으로 인하여 대한민국 지상파 텔레비전 아침방송(KBS TV, TBC TV, MBC TV 등)이 중단되었다.
- 12월 24일 - 대한민국, 개헌청원운동본부가 발족하고 개헌 청원 100만인 서명운동을 전개하다.
- 에티오피아 제국이 쿠데타로 인하여 에티오피아 공화국이 되다.

## 문화
- 2월 3일 - 엘튼 존, 'Crocodile Rock'으로 빌보드 싱글차트 첫 1위.
- 3월 3일 - 한국방송공사(KBS) 창립.
- 3월 28일 - Houses of the Holy가 발매.
- 4월 4일 - 미국 뉴욕의 제1 세계 무역 센터와 제2 세계 무역 센터가 개장하였다.
- 5월 5일 - 서울 어린이대공원이 개장하다.
- 6월 4일 - MBC 라디오 싱글벙글쇼 첫방송.
- 6월 12일 - 1만원권 지폐 발행 시작.
- 6월 20일 - 중앙선 청량리~제천 155.2km 전철화 개통.
- 6월 30일 - 대한민국 아세아방송 개국.
- 7월 1일 - 경기도 시흥군 안양읍이 안양시로 독립, 부천군 폐지, 성남시 설치.
- 7월 14일 - 수인선 협궤열차의 운행 구간 중 남인천~송도 구간이 폐지되었다.
- 8월 20일 - 경주 천마총 고분이 발굴되었다.
- 10월 2일 - 대한민국, 소양강 다목적댐 준공.
- 10월 16일 - 태백선 고한~황지간 1정민5.0km 개통 태백선 전구간 완전 개통.
- 12월 3일 - 오일 쇼크로 인해 지상파 방송 KBS TV(현 KBS1), MBC 평일 및 주말(공휴일)까지 오전 방송을 중단.

## 탄생

### 1월
- 1월 1일
  - 대한민국의 배우, 전 야구 선수 김현수.
  - 튀르키예의 사격 선수 유수프 디케치.
- 1월 2일 - 대한민국의 성우 이주연.
- 1월 3일 - 대한민국의 전 야구 선수 김민재.
- 1월 4일
  - 대한민국의 희극인 송은이
  - 미국의 영화 감독 하모니 코린.
- 1월 5일
  - 대한민국의 성우 국승연.
  - 대한민국의 가수 미나.
  - 대한민국의 가수 전지연.
  - 대한민국의 정치인 이정문.
- 1월 9일
  - 대한민국의 배우 박성웅.
  - 대한민국의 성우 장성호.
  - 자메이카의 힙합 가수 숀 폴.
- 1월 10일- 미국의 야구 선수 게리 레스.
- 1월 11일 - 일본의 배우 후카츠 에리.
- 1월 12일 - 대한민국의 가수 바비 킴.
- 1월 13일 - 베네수엘라의 모델, 배우 산드로 피노글리오.
- 1월 15일
  - 대한민국의 성우 박만영.
  - 이집트의 전 축구 선수 에삼 엘하다리.
  - 대한민국의 탁구 선수 주영대.
  - 대한민국의 기업인, 정치인 김병관.
- 1월 16일
  - 대한민국의 배우 류성훈.
  - 대한민국의 음악가 남상아.
  - 미야마에 마키.
- 1월 17일
  - 대한민국의 배우 김정태.
  - 멕시코의 전 축구 선수 콰우테모크 블랑코.
  - 캐나다의 배우, 음악가 소피아 시너스.
- 1월 18일
  - 일본의 배우, 가수 나카야마 시노부.
  - 대한민국의 골프 선수 강명구.
- 1월 19일 - 대한민국의 방송인, 전 아나운서 신영일.
- 1월 21일 - 대한민국의 성우 방성준.
- 1월 22일 - 브라질의 축구 선수 호제리우 세니.
- 1월 23일 - 그리스-덴마크의 킥복싱 선수 니콜라스 페타스.
- 1월 24일 - 대한민국의 가수 김태희.
- 1월 25일 - 미국의 만화가 제프 존스.
- 1월 26일
  - 북아일랜드의 전 축구 선수, 축구 감독 브렌던 로저스.
  - 일본의 만화가 신조 마유.
- 1월 27일 - 대한민국의 전 아나운서, 방송인 최은경.
- 1월 28일 - 대한민국의 야구 해설가, 전 야구 코치, 전 야구 선수 이종열.
- 1월 30일 - 대한민국의 방송인 박근혜.

### 2월
- 2월 1일
  - 대한민국의 배우 예지원.
  - 일본의 성우 오모토 마키코.
- 2월 2일 - 일본의 성우 사에키 토모.
- 2월 3일 - 대한민국의 성우 김성범.
- 2월 4일 - 대한민국의 아나운서 김소원.
- 2월 5일 - 대한민국의 철학자 박노자.
- 2월 6일 - 미국의 야구 선수 레이 데이비스.
- 2월 7일 - 일본의 성우 소노자키 미에.
- 2월 9일
  - 일본의 애니메이션 감독 신카이 마코토.
  - 일본의 전직 야구 선수 다니 요시토모.
- 2월 11일
  - 대한민국의 배우 전도연.
  - 일본의 성우 나나오 하루히.
  - 노르웨이의 가수, 싱어송라이터 바르그 비케르네스.
  - 대한민국의 배우 이승준.
- 2월 12일 - 미국의 성우, 배우, 가수 타라 스트롱.
- 2월 14일
  - 대한민국의 성우 윤세웅.
  - 대한민국의 배우 김성민. (~2016년)
  - 대한민국의 전 축구 선수 김현수.
- 2월 15일 - 대한민국의 배우 신은경.
- 2월 16일
  - 대한민국의 가수 김원준.
  - 대한민국의 야구 선수 심성보.
  - 대한민국의 전 축구 선수 윤정환.
  - 대한민국의 성우 이현주.
  - 덴마크의 가수 DQ.
- 2월 18일 - 프랑스의 전 축구 선수 클로드 마켈렐레.
- 2월 20일 - 대한민국의 가수, 작사가, 작곡가, 음반 프로듀서 G.고릴라.
- 2월 21일
  - 대한민국의 배우 김원중.
  - 대한민국의 뮤지컬 배우 송진희.
- 2월 22일 - 대한민국의 전 야구 선수 문희성.
- 2월 23일
  - 대한민국의 배우 김민채.
  - 대한민국의 기업인 구창근.
- 2월 24일 - 불가리아의 체조 선수 요르단 요프체프.
- 2월 25일
  - 대한민국의 전 스피드스케이팅 선수 김윤만.
  - 대한민국의 전 배우, 현 디자이너 임상아.
- 2월 26일
  - 노르웨이의 전 축구 선수, 현 축구 감독 올레 군나르 솔샤르.
  - 폴란드의 영화 감독 마우고자타 슈모프스카.
  - 미국의 수영 선수 제니 톰프슨.
- 2월 27일
  - 중국의 배우 리빙빙.
  - 대한민국의 배우 임지은.
- 2월 28일 - 미국의 정치인 마크 리퍼트.

### 3월
- 3월 1일
  - 대한민국의 배우 김혜은.
  - 대한민국의 전 야구 선수 곽채진.
  - 캐나다의 기타리스트 라이언 피크.
- 3월 2일 - 대한민국의 레슬링 선수 김인섭.
- 3월 3일
  - 대한민국의 유도 선수 현숙희.
  - 일본의 만화가 가게사키 유나.
- 3월 4일 - 미국의 영화 감독 렌 와이즈먼.
- 3월 5일
  - 대한민국의 체조 선수 이주형.
  - 미국의 전 야구 선수 라이언 프랭클린.
- 3월 6일 - 대한민국의 작곡가, 프로듀서, 젤리피쉬엔터테인먼트 사장 황세준.
- 3월 7일
  - 대한민국의 전 가수 이장우.
  - 일본의 성우 타케모토 에이지.
- 3월 9일 - 미국의 야구 선수 크리스 니코스키.
- 3월 10일 - 체코의 모델 겸 배우 에바 헤르지고바.
- 3월 11일 - 대한민국의 기업인 김대연.
- 3월 12일 - 체코의 모델 겸 배우 에바 헤르지고바.
- 3월 13일
  - 대한민국의 야구 해설가, 전 야구 선수 최원호.
  - 네덜란드의 전 축구 선수 엣하르 다비츠.
  - 대한민국의 전 축구 선수 김현수.
- 3월 14일 - 대한민국의 심리학자, 대학교수 박상희.
- 3월 16일 - 대한민국의 전 래퍼 이현배 (45RPM) (~2021년).
- 3월 18일 - 미국의 성우 루시 크리스천.
- 3월 19일
  - 대한민국의 야구 선수 이정길.
  - 대한민국의 성우 김석환.
  - 오스트레일리아의 배우 시몬 제이드 매키넌.
- 3월 20일
  - 대한민국의 전 야구 선수 염종석.
  - 대한민국의 전 농구 선수 조혜진.
  - 대한민국의 배우 박진우.
- 3월 21일 - 대한민국의 전 가수, 뮤지컬 배우 김지훈.
- 3월 23일
  - 폴란드의 전 축구 선수 예지 두데크.
  - 대한민국의 전 야구 선수, 현 야구 코치 전병호.
  - 대한민국의 앵커, 기자 최문종.
  - 대한민국의 바둑 기사 김승준.
  - 미국의 농구 선수, 감독 제이슨 키드.
- 3월 24일
  - 대한민국의 아나운서 김희수.
  - 미국의 배우 짐 파슨스.
  - 대한민국의 전 야구 선수 이동수.
  - 일본의 성우 탄게 사쿠라.
- 3월 25일 - 대한민국의 축구 선수 김도형.
- 3월 26일 - 미국의 사업가, 구글의 공동 창업자 래리 페이지.
- 3월 27일 - 미국의 가수 김조한 (솔리드).
- 3월 28일
  - 대한민국의 전 야구 선수, 현 야구 코치 서한규.
  - 미국의 프로레슬링 선수 우마가. (~2009년)
- 3월 29일 - 네덜란드의 전 축구 선수 마르크 오버르마르스.
- 3월 30일 - 체코의 전 축구 선수 얀 콜레르.
- 3월 31일 - 일본의 애니메이터 고토 준지.

### 4월
- 4월 1일 - 그리스의 영화 감독 요르고스 란티모스.
- 4월 2일 - 대한민국의 배우 고승연.
- 4월 3일
  - 대한민국의 기자 김태욱.
  - 대한민국의 경상남도 김해시의원 이혜영.
  - 미국의 배우 애덤 스콧.
  - 일본의 배우 오오이즈미 요.
  - 잉글랜드의 배우 제이미 뱀버.
- 4월 4일 - 대한민국의 전 야구 선수 송지만.
- 4월 5일
  - 대한민국의 야구 선수 조성민. (~2013년)
  - 미국의 가수 퍼렐 윌리엄스.
  - 대한민국의 배우 김재만.
  - 대한민국의 아나운서 이영호.
- 4월 6일 - 일본의 배우 미야자와 리에.
- 4월 7일 - 대한민국의 가수, 작곡가 오지훈.
- 4월 8일 - 대만 태생 미국의 영화 프로듀서 댄 린.
- 4월 9일 - 대한민국의 법조인 한동훈.
- 4월 10일
  - 대한민국의 성우 김효선.
  - 대한민국의 신학자 조용석.
  - 브라질의 전 축구 선수 호베르투 카를루스.
  - 일본의 바둑 기사 나카무라 신야.
  - 대한민국의 가수, 작사가, 작곡가 박지원.
- 4월 12일 - 이탈리아의 전 축구 선수 크리스티안 파누치.
- 4월 13일 - 대한민국의 소설가 김상현.
- 4월 14일
  - 미국의 배우 에이드리언 브로디.
  - 아르헨티나의 전 축구 선수 로베르토 아얄라.
  - 대한민국의 전 아나운서 윤지영.
- 4월 15일 - 대한민국의 연극배우 김태범.
- 4월 16일
  - 대한민국의 전 배구 선수, 배구 코치 김경훈.
  - 대한민국의 배우 조미령.
  - 미국의 힙합 가수 에이콘.
  - 일본의 싱어송라이터 보니 핑크.
  - 일본의 성우 노지마 히로후미.
- 4월 18일
  - 대한민국의 재즈 가수 웅산.
  - 에티오피아의 전 육상 선수 하일레 게브르셀라시에.
- 4월 19일
  - 대한민국의 아나운서 최영아.
  - 대한민국의 가수 달빛요정역전만루홈런. (~2010년)
- 4월 20일 - 대한민국의 성우 백승철.
- 4월 21일
  - 일본의 성우 효세이.
  - 일본의 성우 코니시 카츠유키.
- 4월 22일
  - 대한민국의 가수 황혜영.
  - 대한민국의 가수 김형중.
  - 미국의 성우 크리스토퍼 새벗.
  - 대한민국의 배우 정우성.
  - 대한민국의 모델, 배우 유동숙. (~2010년)
- 4월 23일 - 대한민국의 심리상담가 손수진.
- 4월 24일 - 인도의 크리켓 선수, 정치인 사친 텐둘카르.
- 4월 25일 - 대한민국의 가수 조동희.
- 4월 26일 - 대한민국의 전 축구 선수 이운재.
- 4월 27일 - 베트남의 가수, 배우 프엉타인.
- 4월 28일
  - 포르투갈의 전 축구 선수 파울레타.
  - 대한민국의 축구 선수 이병근.
- 4월 29일 - 프랑스의 배우 다비드 벨.
- 4월 30일 - 대한민국의 배우 백지원.

### 5월
- 5월 1일 - 독일의 전 축구 선수 올리버 뇌빌.
- 5월 3일
  - 네덜란드의 전 축구 선수 미하얼 레이지허르.
  - 대한민국의 가수 하수빈.
- 5월 6일 - 대한민국의 배우 이훈.
- 5월 8일
  - 대한민국의 배우, 희극인 손윤상.
  - 일본의 만화가 아라카와 히로무.
  - 대한민국의 작곡가, 작사가 문성남.
- 5월 13일 - 대한민국의 배우 조한철.
- 5월 11일 - 폴란드의 펜싱 선수 야로스와프 로제비치.
- 5월 14일
  - 대한민국의 전 야구 선수 장정석.
  - 대한민국의 가수 이세원
- 5월 15일 - 대한민국의 시나리오 작가 김창원.
- 5월 16일
  - 대한민국의 가수 성대현.
  - 일본의 성우 토리우미 코스케.
  - 미국의 배우 제이슨 아쿠나.
- 5월 17일
  - 대한민국의 배우 곽도원.
  - 대한민국의 배우 김세아.
  - 대한민국의 배우 윤지숙.
  - 캐나다의 작곡가 스티브 바라캇.
  - 미국의 배우 사샤 알렉산더.
- 5월 19일
  - 대한민국의 성우 박영재.
  - 대한민국의 작곡가, 교수 안현정.
- 5월 22일 - 대한민국의 성우 이계윤.
- 5월 23일
  - 대한민국의 배우 김성수.
  - 대한민국의 배우 최문수.
  - 러시아의 유도 선수, 삼보 선수 스베틀라나 갈랸트.
- 5월 24일 - 체코의 축구 선수 블라디미르 슈미체르.
- 5월 27일
  - 브라질의 축구 선수 다니엘 다 시우바.
  - 대한민국의 야구 선수 최승우.
- 5월 28일 - 대한민국의 시인, 문학평론가 배재형.
- 5월 29일
  - 일본의 성우 카네다 토모코.
  - 튀르키예의 전 축구 선수 알파이 외잘란.
- 5월 31일
  - 대한민국의 전 야구 선수, 현 야구 코치 임수민.
  - 대한민국의 기자 김명우.

### 6월
- 6월 1일 - 독일의 모델 하이디 클룸.
- 6월 2일
  - 미국의 영화 제작자, 마블 스튜디오 회장 케빈 파이기.
  - 대한민국의 리포터, 희극인 김생민.
- 6월 3일 - 대한민국의 전 축구 선수 김대익.
- 6월 4일
  - 대한민국의 희극인, 배우 박희진.
  - 일본의 성우 히라카와 다이스케.
  - 미국의 배우 맷 코보이.
- 6월 5일
  - 대한민국의 배우 마이클 리.
  - 대한민국의 야구 선수 홍원기.
- 6월 6일 - YG 엔터테인먼트의 대표이사 양민석.
- 6월 7일 - 대한민국의 배우 송윤아.
- 6월 8일 - 대한민국의 배우 김민.
- 6월 9일
  - 대한민국의 가수, 작곡가 이탁.
  - 대한민국의 전 우슈 선수 박찬대.
  - 스페인의 모델 라우라 폰테.
- 6월 10일
  - 대한민국의 전 야구 선수, 현 야구 코치 최기문.
  - 캐나다의 축구 지도자 마이클 김.
- 6월 11일
  - 대한민국의 아나운서 이주연.
  - 대한민국의 가수 한영주.
- 6월 12일 - 일본의 성우 사이가 미츠키.
- 6월 15일 - 미국의 배우 닐 패트릭 해리스.
- 6월 16일
  - 대한민국의 기자, 국회의원 백현주.
  - 대한민국의 전 야구 선수, 현 야구 코치 설종진.
  - 카메룬의 전직 축구 선수 미셸 펜세.
- 6월 18일
  - 일본의 성우 카카즈 유미.
  - 미국의 가수 레이 라몬테인.
- 6월 19일
  - 대한민국의 전 야구 선수 강영수.
  - 일본의 아이돌 나카자와 유코.
- 6월 23일 - 대한민국의 전 축구 선수 이민성.
- 6월 24일 - 대한민국의 래퍼 겸 방송인 이상민 (룰라)
- 6월 25일
  - 대한민국의 아나운서 정세진.
  - 대한민국의 전 야구 선수 손혁.
- 6월 26일 - 대한민국의 전 농구 선수, 농구코치 전희철.
- 6월 28일
  - 대한민국의 뮤지컬 배우 홍지민.
  - 대한민국의 전 야구 선수 김형남.
- 6월 29일
  - 대한민국의 배우 홍승범.
  - 푸에르토리코의 전직 야구 선수 페드로 발데스.
- 6월 30일 - 일본의 가수 우타고코로 리에

### 7월
- 7월 2일 - 대한민국의 전자공학 연구원 정치인, 제22대 국회의원 이해민.
- 7월 3일
  - 대한민국의 전 야구 선수, 현 야구 코치 김창희.
  - 대한민국의 전 야구 선수 김봉희.
  - 미국의 배우, 영화감독 패트릭 윌슨.
- 7월 4일
  - 일본의 싱어송라이터 락 가수 각트.
  - 대한민국의 크로스오버 테너 가수 겸 뮤지컬 배우 임태경.
- 7월 5일
  - 대한민국의 희극인 이혁재.
  - 대한민국의 가수 손지연.
- 7월 7일
  - 일본의 만화가 타카야 나츠키.
  - 대한민국의 핸드볼 선수 윤경신.
- 7월 9일 - 벨라루스의 레슬링 선수 알렉산드르 파블로프.
- 7월 10일
  - 대한민국의 전 축구 선수, 축구 지도자 김종현.
  - 대한민국의 배우 김지윤.
  - 일본의 애니메이션 감독 요네바야시 히로마사.
- 7월 11일 - 대한민국의 유도 선수 전기영.
- 7월 12일 - 이탈리아의 전 축구 선수 크리스티안 비에리.
- 7월 13일
  - 대한민국의 야구 선수 박주언.
  - 스페인의 축구 선수 로베르토 마르티네스.
- 7월 14일 - 대한민국의 정치인 김상민.
- 7월 15일 - 미국의 음악가 존 돌마얀.
- 7월 16일 - 대한민국의 판소리 명창 염경애.
- 7월 17일
  - 대한민국의 래퍼 정재용 (DJ DOC).
  - 일본의 희극인 고사카 다이마오.
- 7월 18일
  - 대한민국의 배우 송요셉.
  - 대한민국의 가수 정선연. (~2024년)
- 7월 19일
  - 칠레의 배우 네스토르 칸티야나.
  - 튀르키예의 레슬링 선수, 지도자 아뎀 베레케트.
  - 프랑스의 배우 사이드 타그마우이.
- 7월 20일 - 멕시코 태생 미국의 영화 프로듀서 로베르토 오르시. (~2025년)
- 7월 22일
  - 대한민국의 가수 서영은.
  - 대한민국의 정치인 한창민.
  - 오스트레일리아의 음악가 대니얼 존스.
- 7월 23일 - 덴마크의 작곡가 겸 지휘자 쇠렌 닐스 아이히베르크.
- 7월 24일 - 독일의 정치인 다니엘 귄터.
- 7월 25일 - 대한민국의 법조인 겸 변호사 백성문.
- 7월 26일 - 영국의 배우 케이트 베킨세일.
- 7월 27일 - 대한민국의 전 야구 선수, 현 야구 코치 박종호.
- 7월 28일
  - 대한민국의 야구 선수 박찬호.
  - 일본의 성우 잇시키 히카루.
- 7월 29일
  - 대한민국의 현 방송 기자, 전 아나운서 김주하.
  - 대한민국의 썰매 종목(루지, 봅슬레이, 스켈레톤) 선수 강광배.
  - 대한민국의 전 축구 선수 이명화.
  - 일본의 야구 선수 가도쿠라 겐.
- 7월 31일 - 대한민국의 배구 선수, 지도자 김상우.

### 8월
- 8월 1일
  - 대한민국의 정치인 류여해.
  - 대한민국의 야구 코치, 전 야구 해설가, 전 야구 선수 손혁.
  - 대한민국의 전 야구 선수 오규택.
- 8월 2일 - 대한민국의 전 야구 선수 박근영.
- 8월 3일
  - 일본의 아나운서, MC 아즈미 신이치로.
  - 영국의 배우 스티븐 그레이엄.
- 8월 4일
  - 대한민국의 전 야구 선수 임선동.
  - 대한민국의 배우 이윤성.
- 8월 5일 - 대한민국의 전 축구 선수, 축구 지도자 최익형.
- 8월 6일
  - 대한민국의 전 야구 선수 곽현희.
  - 대한민국의 앵커, 기자 왕종명.
  - 미국의 배우 베라 파미가.
  - 대한민국의 전 아나운서, 기자, 방송인 성문규.
- 8월 7일 - 대한민국의 배우 정욱.
- 8월 9일
  - 이탈리아의 전 축구 선수 필리포 인차기.
  - 미국의 만화 스토리 작가 진 룬 양.
- 8월 10일 - 아르헨티나의 전 축구 선수 하비에르 사네티.
- 8월 11일 - 우루과이의 대통령, 정치인 루이스 알베르토 라카예 포우.
- 8월 12일 - 대한민국의 배우 한재석.
- 8월 13일
  - 대한민국의 검사 서지현.
  - 일본의 가수, 배우 시노하라 료코.
- 8월 14일
  - 멕시코의 전 축구 선수 하레드 보르헤티.
  - 나이지리아의 전 축구 선수 제이제이 오코차.
- 8월 15일 - 일본의 사업가 다카시마 고헤이.
- 8월 18일
  - 대한민국의 전 축구 선수 우성용.
  - 대한민국의 뮤지컬 배우 고영빈.
- 8월 19일 - 이탈리아의 전 축구 선수 마르코 마테라치.
- 8월 21일
  - 대한민국의 성우 이원찬.
  - 미국의 야구 선수 루 콜리어.
  - 러시아계 미국인 기업인, 구글의 공동 창업자 세르게이 브린.
- 8월 22일 - 미국의 희극인, 배우 크리스틴 위그.
- 8월 23일
  - 대한민국의 배우 김진.
  - 멕시코의 권투 선수 후안 마누엘 마르케스.
- 8월 25일 - 독일의 영화감독 파티흐 아킨.
- 8월 27일
  - 독일의 전 축구 선수 디트마어 하만.
  - 우즈베키스탄의 권투 선수 카림 툴라가노프.
- 8월 28일 - 일본의 삽화가 타케우치 타카시.
- 8월 29일
  - 프랑스의 정치인 플뢰르 펠르랭.
  - 미국의 배우, 성우 제이슨 스피색.
- 8월 31일 - 대한민국의 대학교수 강형구.

### 9월
- 9월 2일
  - 세르비아의 전 축구 선수 사보 밀로셰비치.
  - 대한민국의 전 야구 선수, 현 야구 코치 김지훈.
- 9월 3일
  - 대한민국의 연극배우 김영필.
  - 대한민국의 승마 선수, 승마 코치 신수진.
- 9월 4일 - 미국의 영화배우 제이슨 데이비드 프랭크. (~2022년)
- 9월 5일
  - 미국의 배우 로즈 맥고언.
  - 잉글랜드의 영화 감독 패디 콘시딘.
- 9월 6일 - 대한민국의 영화감독 한상희.
- 9월 7일
  - 대한민국의 전 야구 선수 박재홍.
  - 일본의 일러스트레이터 하이무라 키요타카.
- 9월 8일 - 대한민국의 배우 오협.
- 9월 9일 - 대한민국의 배우 하다솜.
- 9월 10일 - 대한민국의 당구 선수 이충복.
- 9월 11일
  - 대한민국의 배우 구본승.
  - 대한민국의 아나운서 신성원.
  - 대만의 가수, 배우 소유붕.
- 9월 12일
  - 독일의 알파인 스키 선수 마르티나 에르틀.
  - 미국의 배우, 폴 워커.(~2013년)
- 9월 13일
  - 이탈리아의 전 축구 선수 파비오 칸나바로.
  - 중국의 배우 진혜림.
  - 대한민국의 기자 주진우.
- 9월 14일
  - 대한민국의 성우 김선혜.
  - 대한민국의 전 야구 선수 김종국.
  - 미국의 힙합 가수 나스.
  - 영국의 배우 앤드류 링컨.
- 9월 15일 - 베스테르예틀란드 공작 다니엘.
- 9월 17일 - 미국의 권투 선수 데이비드 리드.
- 9월 18일
  - 미국의 배우 제임스 마즈든.
  - 프랑스의 농구 선수 로랑 푸아레스트.
- 9월 19일 - 오스트레일리아의 배우 니컬러스 비숍.
- 9월 20일 - 대한민국의 기업인 이서현.
- 9월 21일
  - 대한민국의 배우 윤상현.
  - 일본의 일러스트레이터 카넬리안.
  - 라트비아의 공무원, 정치인 에드가르스 린케비치.
  - 쿠바의 유도 선수 드리울리스 곤살레스.
- 9월 22일
  - 대한민국의 전 야구 선수 차명주.
  - 대한민국의 가수, 배우 유채영. (~2014년)
  - 대한민국의 전 배우 손창준.
  - 중화인민공화국의 피겨 스케이팅 선수 자오훙보.
- 9월 23일 - 일본의 전 축구 선수 핫토리 도시히로.
- 9월 25일
  - 대한민국의 배우 박현정.
  - 대한민국의 전 농구 선수 조혜진.
- 9월 26일 - 대한민국의 야구 선수 최정환.
- 9월 27일
  - 체코의 전 축구 선수 브라티슬라프 로크벤츠.
  - 미국의 배우 인디라 바마.
- 9월 28일
  - 대한민국의 축구 선수, 지도자 고병운.
  - 알제리의 권투 선수 무함마드 알랄루.
- 9월 29일 - 대한민국의 배우 이낙준.
- 9월 30일
  - 대한민국의 성우 이지영.
  - 대한민국의 배우 최성민.
  - 대한민국의 가수 BMK.
  - 대한민국의 배우 최재섭.

### 10월
- 10월 1일
  - 대한민국의 배우 김선아.
  - 대한민국의 전 축구 선수, 지도자 서혁수.
- 10월 2일
  - 대한민국의 전 야구 선수 박재홍.
  - 노르웨이의 가수 레네 뉘스트룀.
- 10월 3일
  - 미국의 배우 니브 캠벨.
  - 영국의 배우 레나 헤디.
- 10월 4일 - 대한민국의 전 야구 선수, 현 야구 코치 안병원.
- 10월 5일 - 대한민국의 희극인 김상태.
- 10월 6일
  - 대한민국의 성우 안현서.
  - 대한민국의 배우 유혜정.
  - 아르메니아의 레슬링 선수 아르멘 므크르치얀.
  - 웨일스 태생의 영국 배우 요안 그리피드.
- 10월 7일
  - 브라질의 전 축구 선수 지다.
  - 핀란드의 전 축구 선수 사미 휘피애.
- 10월 8일 - 대한민국의 정치인 우승희.
- 10월 9일
  - 이탈리아의 가수 파비오 리오네.
  - 온두라스의 전 축구 선수 카를로스 파본.
- 10월 10일 - 대한민국의 배우 홍근하.
- 10월 11일
  - 대한민국의 배우 성형진.
  - 일본의 성우 사카구치 다이스케.
  - 일본의 배우 카네시로 타케시.
- 10월 12일 - 네덜란드의 필드 하키 선수 마르턴 에이켈봄.
- 10월 13일
  - 일본의 배우 마츠시마 나나코.
  - 미국의 종합격투기 선수 맷 휴즈.
- 10월 14일
  - 일본의 성우 사카이 마사토.
  - 호주의 쇼트트랙 선수 스티븐 브래드버리.
- 10월 15일
  - 멕시코의 야구 선수 다비드 코르테스.
  - 대한민국의 배우 김시원.
- 10월 16일 - 대한민국의 성우 임채헌.
- 10월 17일 - 대한민국의 가수 최연화.
- 10월 18일
  - 대한민국의 배우 김형종.
  - 대한민국의 영화감독 이해영.
- 10월 19일 - 대한민국의 가수 최승민.
- 10월 21일
  - 캐나다의 배우 사샤 로이즈.
  - 대한민국의 기업인 최지만.
- 10월 22일
  - 대한민국의 아나운서, 방송인 백은영.
  - 미국의 레슬링 선수 브랜던 폴슨.
  - 일본의 전 야구 선수 스즈키 이치로.
- 10월 23일 - 일본의 만화가 시무라 다카코.
- 10월 24일
  - 대한민국의 정치인 강훈식.
  - 프랑스의 전 축구 선수 뱅상 캉델라.
- 10월 25일 - 일본의 전 야구 선수 오가사와라 미치히로.
- 10월 26일
  - 미국의 배우 세스 맥팔레인.
  - 대한민국의 아나운서 박진희.
- 10월 27일
  - 대한민국의 그래픽 디자이너 조태훈.
  - 네덜란드의 종합격투기 킥복싱 선수 세미 슐트.
- 10월 28일
  - 대한민국의 배우 김서형.
  - 대한민국의 가수 박강수.
  - 대한민국의 전 축구 선수 이경수.
  - 미국의 프로 레슬링 선수 몬텔 본테이비어스 포터.
- 10월 29일 - 프랑스의 전 축구 선수 로베르 피레스.
- 10월 30일 - 캐나다의 전 프로레슬링 선수 에지.
- 10월 31일 - 일본의 레슬링 선수 나가타 가쓰히코.

### 11월
- 11월 1일
  - 인도의 배우 아이슈와라 라이.
  - 대한민국의 게임 개발자 김학규.
- 11월 2일 - 대한민국의 가수 김상민.
- 11월 4일 - 캐나다의 배우, 성우 스티븐 오그.
- 11월 5일
  - 미국의 야구 선수 조니 데이먼.
  - 대한민국의 전 농구 선수 정재헌.
- 11월 6일
  - 대한민국의 가수 이성욱.
  - 일본의 성우, 배우, 가수 시시도 루미.
  - 프랑스의 스노보드 선수 마티외 보제토.
- 11월 7일 - 대한민국의 배우 김윤진.
- 11월 8일 - 일본의 사업가 시바 고타로.
- 11월 10일
  - 대한민국의 성우 구민선.
  - 멕시코의 전 축구 선수 마르코 안토니오 로드리게스.
  - 대한민국의 가수 조한.
- 11월 11일 - 미국의 가수, 기타리스트 제이슨 화이트.
- 11월 12일
  - 대한민국의 배우 유성주.
  - 호주의 배우 라다 미첼.
- 11월 15일 - 우즈베키스탄의 권투 선수 무함맛카디르 아브둘라예프.
- 11월 17일
  - 독일의 전 축구 선수 베른트 슈나이더.
  - 일본의 게임 개발자 우치코시 코타로.
- 11월 19일
  - 대한민국의 기업가 이원술.
  - 대한민국의 스타크래프트, 게임 해설자 김태형.
  - 일본의 각본가, 일러스트레이터, 소설가 용기사07.
- 11월 20일 - 일본의 작곡가 나구모 레오.
- 11월 21일
  - 대한민국의 아나운서 이현경.
  - 대한민국의 정치인 박주민.
- 11월 22일 - 대한민국의 MC, 가수 MC진.
- 11월 23일 - 대한민국의 축구 해설가 장지현.
- 11월 24일
  - 대한민국의 군인 윤영하.
  - 미국의 배우, 성우 대니엘 니컬렛.
- 11월 25일
  - 대한민국의 배우 장영남.
  - 대한민국의 만화가 김미영.
- 11월 26일 - 일본의 성우, 타카기 레이코.
- 11월 27일
  - 대한민국의 배우 · 방송인 · 전 아나운서  최은경.
  - 대한민국의 전 야구 선수, 현 야구 코치 이영우.
- 11월 28일 - 일본의 작가 나스 키노코.
- 11월 29일 - 영국의 전 축구 선수 라이언 긱스.
- 11월 30일
  - 대한민국의 배우, 가수 임창정.
  - 대한민국의 전 배우 이정희.
  - 캐나다의 프로레슬링 선수 크리스천.

### 12월
- 12월 1일
  - 대한민국의 전 야구 선수 정수찬.
  - 대한민국의 가수 박완규.
  - 일본의 성우 나카가와 아키코.
- 12월 2일 - 대한민국의 바둑 기사 이상훈.
- 12월 3일 - 대한민국의 배우 권영경.
- 12월 4일 - 미국의 모델 타이라 뱅크스.
- 12월 5일 - 대한민국의 성우 서선주.
- 12월 8일
  - 일본의 배우 이나가키 고로.
  - 미국의 가수, 음악가, 작곡가, 배우 코리 테일러.
- 12월 10일
  - 대한민국의 성우 소연.
  - 대한민국의 성우, 쇼호스트 김선희.
  - 대한민국의 정치인 송대윤. (~2024년)
  - 이라크의 전 축구 선수 아바스 오베이드 자심.
- 12월 11일
  - 일본의 정치인 오부치 유코.
  - 우크라이나의 피아니스트 발렌티나 리시차.
- 12월 14일 - 대한민국의 배우 정혜영.
- 12월 15일
  - 대한민국의 영화 감독 류승완.
  - 일본의 전 야구 선수 미우라 다이스케.
- 12월 16일 - 대한민국의 가수 조성민.
- 12월 17일 - 미국의 영화감독 라이언 존슨.
- 12월 20일
  - 대한민국의 배우 윤성원.
  - 대한민국의 배우 최영.
- 12월 22일
  - 대한민국의 희극인 박준형.
  - 캐나다의 가수 사리나 파리.
- 12월 24일 - 오스트레일리아의 배우 맷 패스모어.
- 12월 25일
  - 대한민국의 전 축구 선수 김영기.
  - 일본의 전 프로 야구 선수 미우라 다이스케.
  - 루마니아의 전 축구 선수 가브리엘 포페스쿠.
  - 대한민국의 야구 선수 이재주.
- 12월 26일 - 대한민국의 가수 김창열 (DJ DOC).
- 12월 28일
  - 대한민국의 성우 위훈.
  - 대한민국의 텔레비전 드라마 작가 김영윤.
- 12월 30일 - 대한민국의 배우 최창준.

### 미상
- 대한민국의 시인 강성은.
- 대한민국의 배우 강철성.
- 대한민국의 양궁 선수, 지도자 김경호.
- 대한민국의 영화 감독 김진아.
- 대한민국의 싱어송라이터 겸 작곡가, 음악 프로듀서 김택수.
- 대한민국의 소설가 김현영.
- 대한민국의 작가 겸 기업인, 전 대학교수 김희연.
- 대한민국의 성우 백승철.
- 대한민국의 성우 변현우.
- 대한민국의 마술사, 교수 오은영.
- 대한민국의 작사, 작곡가 윤영준.
- 대한민국의 영화 감독, 영화 각본가 이장훈.
- 대한민국의 기업인 최은석. (~2012년)
- 대한민국의 전라북도 익산시의원, 전라북도의원 김대중.
- 대한민국의 축구 심판 김동진.
- 대한민국의 성악가 박지현.
- 대한민국의 제17대 대통령 이명박의 차녀 이승연.
- 대한민국의 뮤지컬 배우 겸 연극배우 이주영.
- 대한민국의 서울특별시 중구의원 이혜영.
- 대한민국의 펜싱 선수 임미경.
- 중국의 배우 진송.
- 일본의 봅슬레이 선수 스즈키 히로시.

## 사망

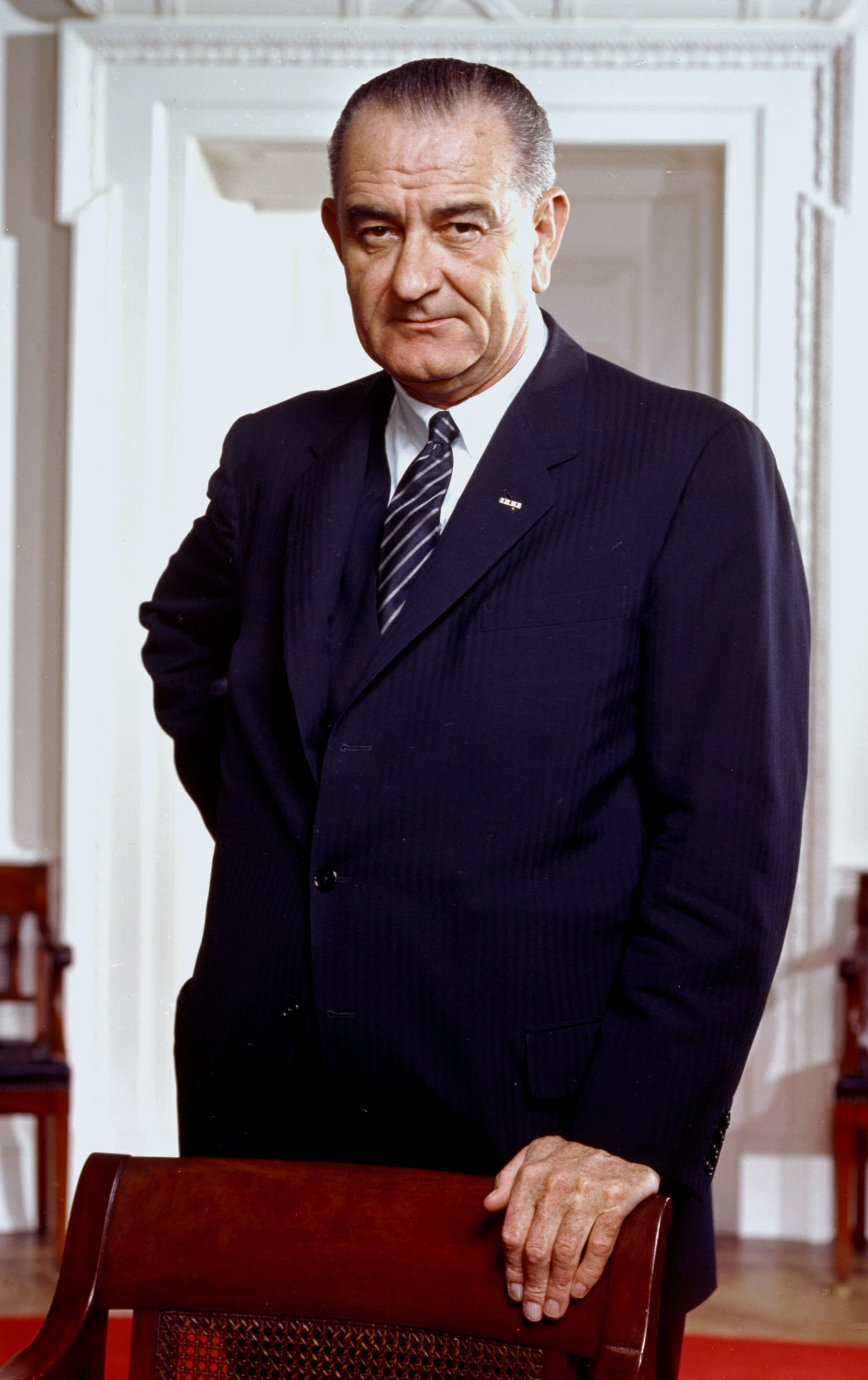
린든 B. 존슨(1908년~1973년)

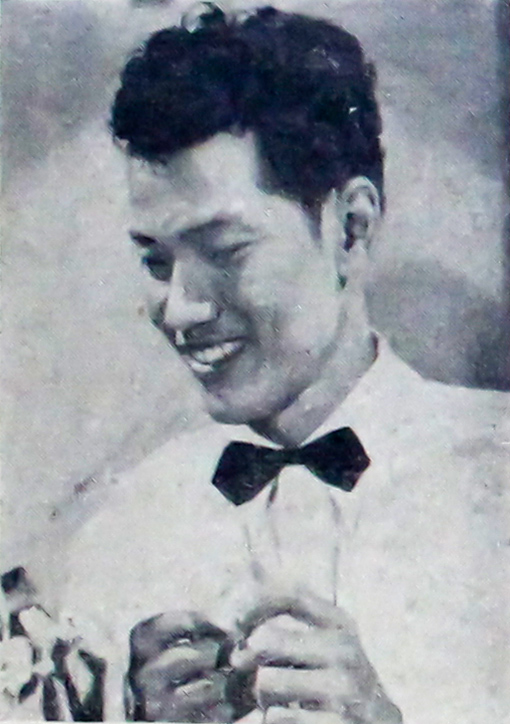
P. 람리 (1929년~1973년)

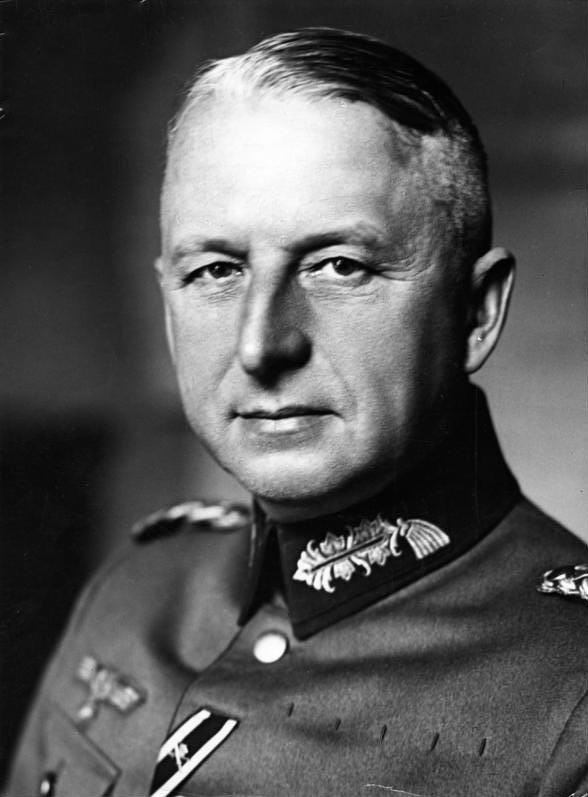
에리히 폰 만슈타인(1887년~1973년)

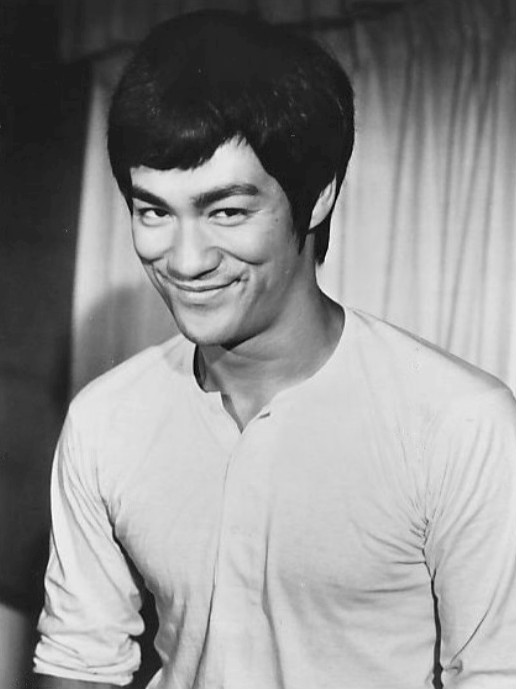
이소룡(1940년~1973년)

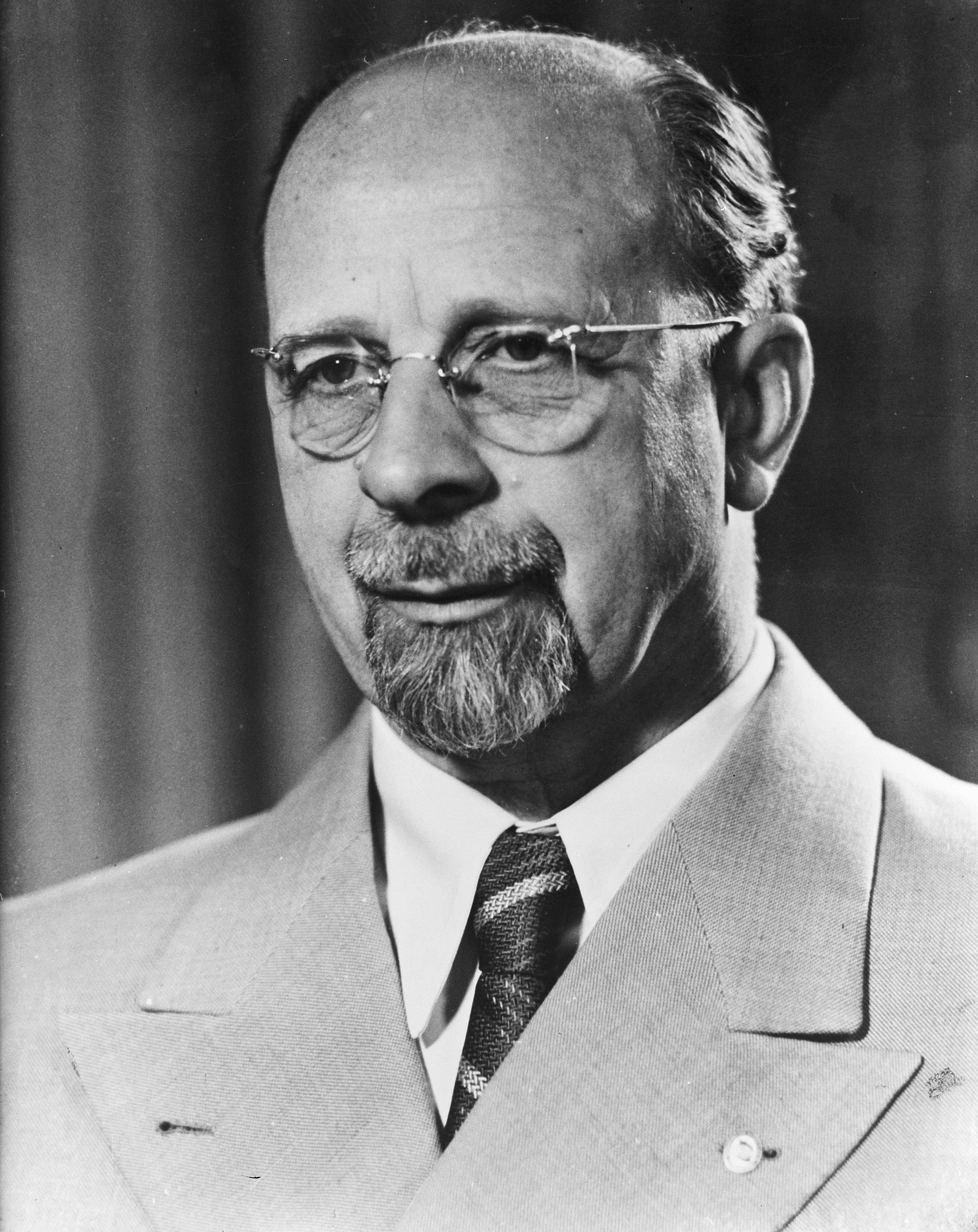
발터 울브리히트(1893년~1973년)

- 1월 1일 - 체코의 소설가 프란티셰크 베호우네크. (1898년~)
- 1월 22일 - 미국의 제36대 대통령 린든 B. 존슨. (1908년~)
- 3월 6일 - 미국의 소설가 펄 S. 벅. (1892년~)
- 4월 8일 - 스페인의 화가 파블로 피카소. (1881년~)
- 4월 25일 - 일본의 정치가, 총리 대신 이시바시 단잔. (1884년~)
- 5월 21일 - 소련의 군인 이반 코네프. (1897년~)
- 5월 29일 - 말레이시아의 슈퍼스타 P. 람리. (1929년~)
- 6월 10일 - 제2차 세계 대전 독일의 군인 에리히 폰 만슈타인. (1887년~)
- 7월 7일 - 독일의 철학자 막스 호르크하이머. (1895년~)
- 7월 20일 - 중국의 액션배우 이소룡. (1940년~)
- 8월 1일 - 동독의 지도자 발터 울브리히트. (1893년~)
- 8월 2일 - 프랑스의 영화 감독 장피에르 멜빌. (1917년~)
- 8월 31일 - 미국의 영화 감독 존 포드. (1894년~)
- 9월 2일 - 영국의 소설가 J. R. R. 톨킨. (1892년~)
- 9월 15일 -  스웨덴의 국왕 구스타프 6세 아돌프. (1882년~)
- 9월 26일 - 이탈리아의 배우 안나 마냐니. (1908년~)
- 10월 2일 - 핀란드의 육상 선수 파보 누르미. (1897년~)
- 10월 18일 - 미국의 정치 철학자 레오 스트라우스. (1899년~)
- 10월 25일 - 에티오피아의 육상 선수 아베베 비킬라. (1932년~)
- 10월 26일 - 소련의 군인 세묜 부됸니. (1883년~)
- 12월 23일 - 네덜란드의 천문학자 제러드 카이퍼. (1905년~)

## 노벨상
- 경제학상: 바실리 레온티에프
- 문학상: 패트릭 화이트
- 물리학상: 에사키 레오나, 이바르 예베르, 브라이언 데이비드 조지프슨
- 생리학 및 의학상: 칼 폰 크리쉬, 콘라트 로렌츠, 니콜라스 틴베르겐
- 평화상: 헨리 키신저, 레득토
- 화학상: 에른스트 오토 피셔,

## 달력
| 1월 |    |    |    |    |    |    |
| 일  | 월 | 화 | 수 | 목 | 금 | 토 |
|     | 1  | 2  | 3  | 4  | 5  | 6  |
| 7   | 8  | 9  | 10 | 11 | 12 | 13 |
| 14  | 15 | 16 | 17 | 18 | 19 | 20 |
| 21  | 22 | 23 | 24 | 25 | 26 | 27 |
| 28  | 29 | 30 | 31 |    |    |    |

| 2월 |    |    |    |    |    |    |
| 일  | 월 | 화 | 수 | 목 | 금 | 토 |
|     |    |    |    | 1  | 2  | 3  |
| 4   | 5  | 6  | 7  | 8  | 9  | 10 |
| 11  | 12 | 13 | 14 | 15 | 16 | 17 |
| 18  | 19 | 20 | 21 | 22 | 23 | 24 |
| 25  | 26 | 27 | 28 |    |    |    |

| 3월 |    |    |    |    |    |    |
| 일  | 월 | 화 | 수 | 목 | 금 | 토 |
|     |    |    |    | 1  | 2  | 3  |
| 4   | 5  | 6  | 7  | 8  | 9  | 10 |
| 11  | 12 | 13 | 14 | 15 | 16 | 17 |
| 18  | 19 | 20 | 21 | 22 | 23 | 24 |
| 25  | 26 | 27 | 28 | 29 | 30 | 31 |

| 4월 |    |    |    |    |    |    |
| 일  | 월 | 화 | 수 | 목 | 금 | 토 |
| 1   | 2  | 3  | 4  | 5  | 6  | 7  |
| 8   | 9  | 10 | 11 | 12 | 13 | 14 |
| 15  | 16 | 17 | 18 | 19 | 20 | 21 |
| 22  | 23 | 24 | 25 | 26 | 27 | 28 |
| 29  | 30 |    |    |    |    |    |

| 5월 |    |    |    |    |    |    |
| 일  | 월 | 화 | 수 | 목 | 금 | 토 |
|     |    | 1  | 2  | 3  | 4  | 5  |
| 6   | 7  | 8  | 9  | 10 | 11 | 12 |
| 13  | 14 | 15 | 16 | 17 | 18 | 19 |
| 20  | 21 | 22 | 23 | 24 | 25 | 26 |
| 27  | 28 | 29 | 30 | 31 |    |    |

| 6월 |    |    |    |    |    |    |
| 일  | 월 | 화 | 수 | 목 | 금 | 토 |
|     |    |    |    |    | 1  | 2  |
| 3   | 4  | 5  | 6  | 7  | 8  | 9  |
| 10  | 11 | 12 | 13 | 14 | 15 | 16 |
| 17  | 18 | 19 | 20 | 21 | 22 | 23 |
| 24  | 25 | 26 | 27 | 28 | 29 | 30 |

| 7월 |    |    |    |    |    |    |
| 일  | 월 | 화 | 수 | 목 | 금 | 토 |
| 1   | 2  | 3  | 4  | 5  | 6  | 7  |
| 8   | 9  | 10 | 11 | 12 | 13 | 14 |
| 15  | 16 | 17 | 18 | 19 | 20 | 21 |
| 22  | 23 | 24 | 25 | 26 | 27 | 28 |
| 29  | 30 | 31 |    |    |    |    |

| 8월 |    |    |    |    |    |    |
| 일  | 월 | 화 | 수 | 목 | 금 | 토 |
|     |    |    | 1  | 2  | 3  | 4  |
| 5   | 6  | 7  | 8  | 9  | 10 | 11 |
| 12  | 13 | 14 | 15 | 16 | 17 | 18 |
| 19  | 20 | 21 | 22 | 23 | 24 | 25 |
| 26  | 27 | 28 | 29 | 30 | 31 |    |

| 9월 |    |    |    |    |    |    |
| 일  | 월 | 화 | 수 | 목 | 금 | 토 |
|     |    |    |    |    |    | 1  |
| 2   | 3  | 4  | 5  | 6  | 7  | 8  |
| 9   | 10 | 11 | 12 | 13 | 14 | 15 |
| 16  | 17 | 18 | 19 | 20 | 21 | 22 |
| 23  | 24 | 25 | 26 | 27 | 28 | 29 |
| 30  |    |    |    |    |    |    |

| 10월 |    |    |    |    |    |    |
| 일   | 월 | 화 | 수 | 목 | 금 | 토 |
|      | 1  | 2  | 3  | 4  | 5  | 6  |
| 7    | 8  | 9  | 10 | 11 | 12 | 13 |
| 14   | 15 | 16 | 17 | 18 | 19 | 20 |
| 21   | 22 | 23 | 24 | 25 | 26 | 27 |
| 28   | 29 | 30 | 31 |    |    |    |

| 11월 |    |    |    |    |    |    |
| 일   | 월 | 화 | 수 | 목 | 금 | 토 |
|      |    |    |    | 1  | 2  | 3  |
| 4    | 5  | 6  | 7  | 8  | 9  | 10 |
| 11   | 12 | 13 | 14 | 15 | 16 | 17 |
| 18   | 19 | 20 | 21 | 22 | 23 | 24 |
| 25   | 26 | 27 | 28 | 29 | 30 |    |

| 12월 |    |    |    |    |    |    |
| 일   | 월 | 화 | 수 | 목 | 금 | 토 |
|      |    |    |    |    |    | 1  |
| 2    | 3  | 4  | 5  | 6  | 7  | 8  |
| 9    | 10 | 11 | 12 | 13 | 14 | 15 |
| 16   | 17 | 18 | 19 | 20 | 21 | 22 |
| 23   | 24 | 25 | 26 | 27 | 28 | 29 |
| 30   | 31 |    |    |    |    |    |

### 음양력 대조 일람
| 음력월 | 월건 | 대소 | 음력 1일의 양력 월일 | 음력 1일 간지 |
| ------ | ---- | ---- | -------------------- | ------------- |
| 1월    | 갑인 | 대   | 2월 3일              | 경오          |
| 2월    | 을묘 | 소   | 3월 5일              | 경자          |
| 3월    | 병진 | 대   | 4월 3일              | 기사          |
| 4월    | 정사 | 소   | 5월 3일              | 기해          |
| 5월    | 무오 | 소   | 6월 1일              | 무진          |
| 6월    | 기미 | 대   | 6월 30일             | 정유          |
| 7월    | 경신 | 소   | 7월 30일             | 정묘          |
| 8월    | 신유 | 소   | 8월 28일             | 병신          |
| 9월    | 임술 | 대   | 9월 26일             | 을축          |
| 10월   | 계해 | 대   | 10월 26일            | 을미          |
| 11월   | 갑자 | 대   | 11월 25일            | 을축          |
| 12월   | 을축 | 소   | 12월 25일            | 을미          |